# Barrio del Tecolote
Barrio del Tecolote är en ort i Mexiko.   Den ligger i kommunen Coahuitlán och delstaten Veracruz, i den sydöstra delen av landet, 170 km nordost om huvudstaden Mexico City. Barrio del Tecolote ligger 192 meter över havet och antalet invånare är 322.
Terrängen runt Barrio del Tecolote är huvudsakligen kuperad. Barrio del Tecolote ligger nere i en dal. Runt Barrio del Tecolote är det tätbefolkat, med 266 invånare per kvadratkilometer. Närmaste större samhälle är Olintla, 19,5 km söder om Barrio del Tecolote. Omgivningarna runt Barrio del Tecolote är en mosaik av jordbruksmark och naturlig växtlighet.